# 黑色閃電 (2009年電影)
《黑色閃電》（俄语：Черная молния）是一部於2009年上映的俄羅斯電影，由與合導，、主演。

## 外部連結
- 開眼電影網上《黑色閃電》的資料（繁體中文）
- 豆瓣电影上《黑色閃電》的資料 （简体中文）
- 时光网上《黑色閃電》的資料（简体中文）
- AllMovie上《黑色閃電》的资料（英文）
- 爛番茄上《黑色閃電》的資料（英文）
- TCM电影资料库上《黑色閃電》的资料（英文）
- 互联网电影数据库（IMDb）上《黑色閃電》的资料（英文）